# Vélo à Paris

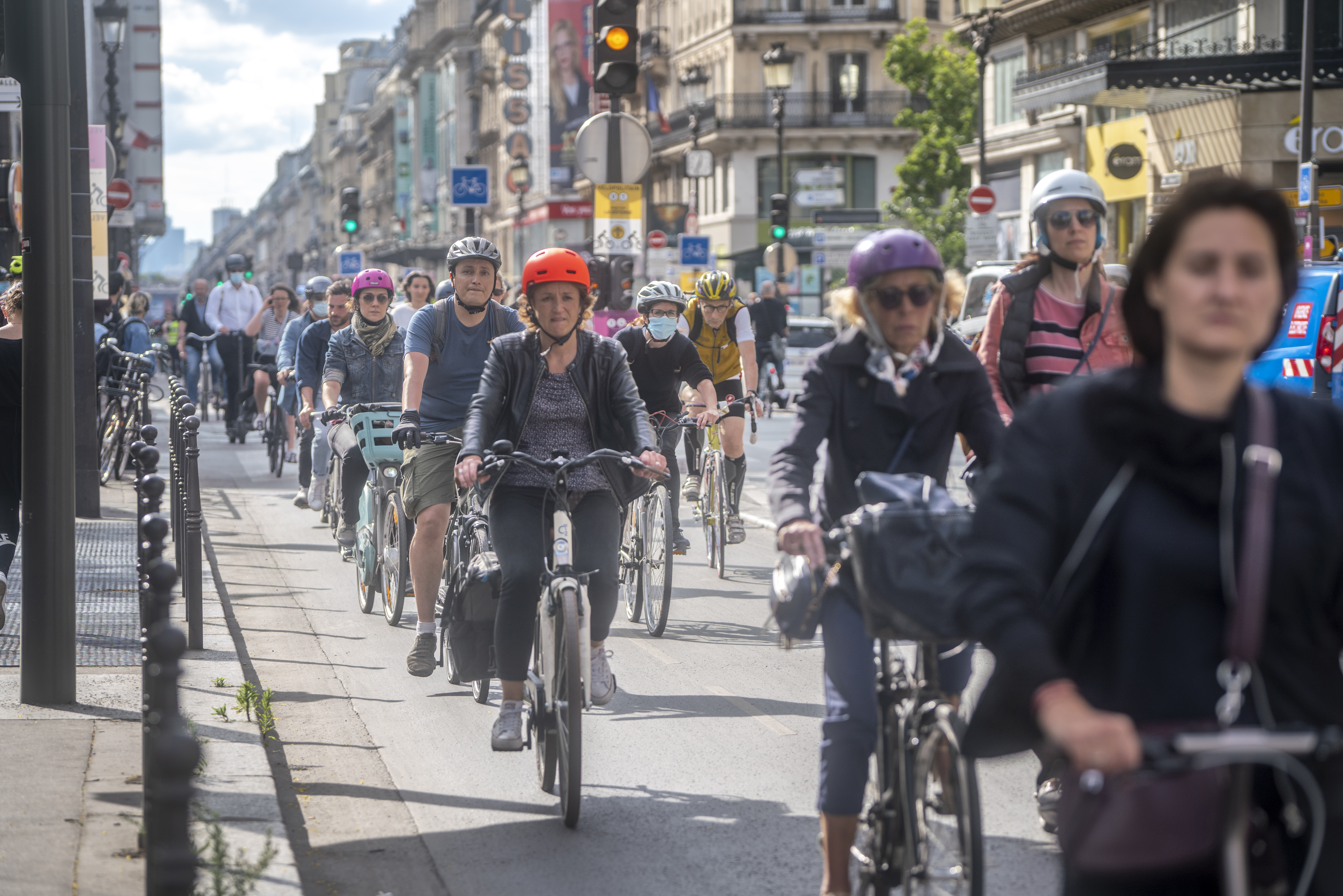
La rue de Rivoli, au croisement du boulevard de Sébastopol en juin 2020.

Le vélo à Paris, quasiment disparu dans les années 1980, a depuis lors fortement réaugmenté, jusqu'à jouer désormais un rôle réel dans le système parisien des déplacements. En 2024, le vélo est davantage utilisé que la voiture individuelle à la fois intra-muros et pour les trajets entre Paris et la petite couronne.
Cette renaissance, corrélée à des politiques en faveur des cyclistes, est observée dans la plupart des grandes villes des pays développés.

## Circulation cycliste
À la suite d'un accident entre un fiacre et un vélocipède, rue Saint-Antoine, un jugement de mai 1869 condamne le vélocipèdiste à une amende d'un franc en vertu de l'article 113 de l’ordonnance du 25 juillet 1862 proscrivant des rues « les jeux de quilles, palets, tonneaux, etc., », ce qui établit la jurisprudence interdisant les vélocipèdes dans les rues de Paris. Le préfet de Police, Léon Renault, lève l’interdiction par une ordonnance du 9 novembre 1874, laquelle assimile un vélocipède à une voiture (et l'oblige donc à s'équiper d'une lanterne, d'un grelot et d'une plaque d’immatriculation). Cependant, 31 rues parisiennes restent interdites aux bicyclettes. Cette interdiction est assouplie, d'abord à la suite d'une décision du 15 mars 1885 excluant les tricycles du champ d'application de l’ordonnance du 9 novembre 1874, ensuite par la possibilité donnée aux cyclistes d'obtenir une carte d'exemption, sur demande, au moins à partir de 1890,. L'interdiction est finalement complètement levée par l'arrêté du 29 février 1896, abrogeant l’ordonnance de 1874, alors remplacée par celle  du 17 juin 1896.
Le cyclisme urbain souffre d'un manque de données historiographiques. Cependant avec quelques dizaines de milliers d’unités en circulation au niveau national, le vélocipède était resté relativement confidentiel jusque vers la fin des années 1880 où des progrès technologiques, notamment le pneumatique et la transmission par chaîne vont permette l'explosion de la bicyclette dans les années 1890. Leur nombre estimé à 126 000 au niveau national en 1893, passe à 240 000 en 1895, puis à 322 000 en 1896, nombre probablement inférieur à la réalité puisque provenant du registre des impôts. En 1901, il y a 1 094 286 bicyclettes imposées en France, dont 227 184 à Paris. En 1912, il y en a 2 697 405, dont 284 422 à Paris. Sur le plan national, la circulation cycliste a été inférée passer de 2 % du trafic total en 1894, à 13 % en 1903, 27 % en 1913 et 35 % en 1921, avant de décliner en valeur relative à 27 % en 1934, ce qui, dans un contexte d'augmentation générale de la mobilité représentait toujours un accroissement absolu du nombre de déplacements à bicyclette, qui montera à 11 milliards de passager kilomètre en 1939 pour retomber à moins de 3 en 2008, alors que le nombre de kilomètres automobile était multiplié par 20 dans la même période pour représenter 550 milliards de véhicule kilomètre en 2008

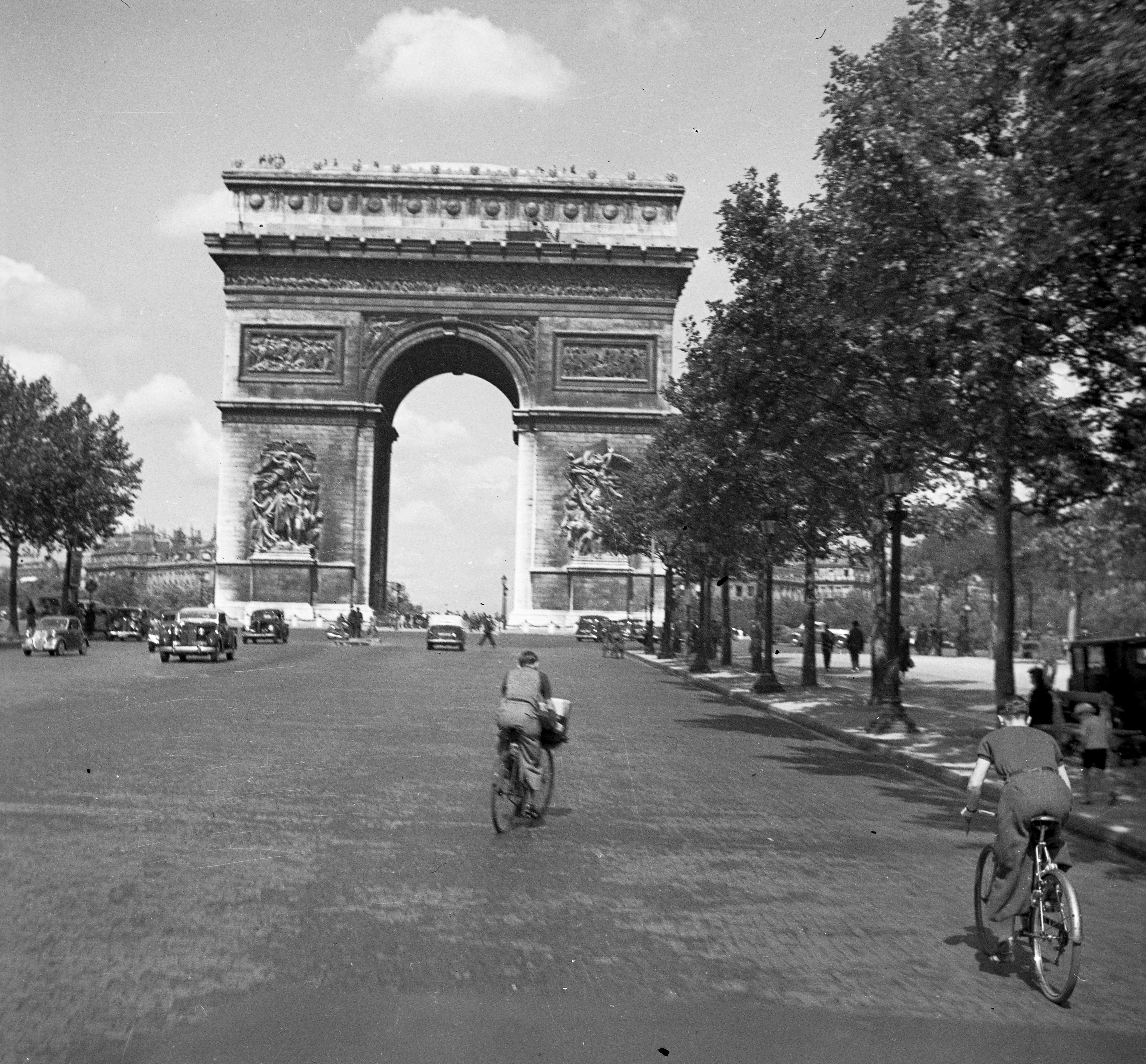
Les Champs-Élysées en 1938, un déplacement à vélo commun dans une circulation automobile faible.

Ces données nationales reflètent la place du vélo à Paris comme ailleurs en France et en Europe. La mise en place d'une politique favorable à l'automobile, mais aussi le développement du cyclomoteur à partir de 1948 se traduisent par un relatif désintérêt de l'industrie française du cycle pour le vélo et le marginalise progressivement. Une résurgence de l'usage du vélo est néanmoins notée durant les événements de mai 68. Cependant cet usage est alors vu comme contraint, voire comme une illustration du déficit d'infrastructure pour l'automobile, notamment en ce qui concerne le nombre de places de stationnement, dans la capitale. Le tournant des années 1970 marque un regain d’intérêt pour la petite reine aux États-Unis et aussi en France,. Par ailleurs, cela traduit aussi une rupture sociologique où ce regain concerne essentiellement les classes aisées, dont le taux d’équipement passe de 35 a 60 % entre 1967 et 1976, alors que leur taux d’équipement automobile plafonne à 90 %, pendant que l'usage de l'automobile continue de se prolétariser. Cette rupture sociologique met aussi en exergue le vélo comme un instrument de réappropriation de l'espace proche et de promotion de valeurs écologiques, alors qu'il était devenu essentiellement considéré comme la vitesse du pauvre. Cependant la place du vélo continue à péricliter en ville, et la généralisation, à partir de 1972, des couloirs de bus interdits aux cyclistes  à Paris, semble précipiter sa disparition ; en 1991, la circulation automobile était 85 fois supérieure à la circulation cycliste. Alors que la tendance nationale reste orientée à la  baisse de la circulation cycliste, un renversement de tendance s'installe à Paris à partir des années 1990, essentiellement dû au recul de la circulation automobile commencé au même moment, recul qui a facilité la circulation cycliste et l'a ainsi rendu plus attractive. Ce renversement de tendance, qui s'est poursuivi depuis lors sans discontinuer, s'est traduit par une augmentation extrêmement rapide, correspondant à un taux annuel de croissance régulier de 12 à 13 % par an entre 1991 et 2010 (dernière année pour laquelle on dispose des données). Au total, entre 1991 et 2010, la circulation cycliste a été multipliée par dix. Elle représente désormais un mode non négligeable des déplacements parisiens : en 2010, le nombre de déplacements réalisés à vélo dans Paris (250 000 chaque jour) est de 60 % supérieur aux déplacements en deux-roues motorisés, et correspond à 45 % des déplacements automobiles. Cependant, la distance moyenne parcourue à vélo étant de 2,2 km, en nette augmentation depuis 1976, contre 6,9 km pour l'automobile, le nombre de kilomètres effectué en voiture reste nettement supérieur à celui effectué à vélo. Mais, si les tendances régulières observées ces vingt dernières années étaient appelées à se poursuivre dans un futur proche, cela signifierait que dès les années 2020 les déplacements cyclistes dépasseront les déplacements automobiles en nombre,.
| Le graphique qui aurait dû être présenté ici ne peut pas être affiché car il utilise l'ancienne extension Graph, désactivée pour des questions de sécurité. Des indications pour créer un nouveau graphique avec la nouvelle extension Chart sont disponibles ici . |
| Source : Observatoire de la mobilité en Île-de-France. |

| Le graphique qui aurait dû être présenté ici ne peut pas être affiché car il utilise l'ancienne extension Graph, désactivée pour des questions de sécurité. Des indications pour créer un nouveau graphique avec la nouvelle extension Chart sont disponibles ici . |
| Source : Observatoire de la mobilité en Île-de-France. |

Cette croissance de l'usage du vélo est avant tout due à son utilisation pour des déplacements domicile-travail ; beaucoup plus que la voiture ou les deux-roues motorisés, la circulation cycliste est caractérisée par le fait qu'elle est maximale en début et en fin de journée, au moment d'aller au travail et d'en revenir. Au total, ce sont 71 % des déplacements réalisés dans Paris à vélo un jour ouvrable qui sont liés à des motifs professionnels, et 74 % des cyclistes parisiens sont des actifs.
Si la croissance de la circulation cycliste s'est d'abord réalisée avant tout pour les trajets internes à Paris (entre 1991 et 2001, la croissance de la circulation cycliste interne à Paris était 3,5 fois plus rapide que celle de la circulation cycliste entre Paris et la banlieue), c'est désormais les liaisons cyclistes entre Paris et la banlieue qui progressent le plus rapidement (entre 2001 et 2010, elles ont crû une fois et demie plus vite).

## Les politiques en faveur du vélo
Plusieurs actions sont menées par les autorités locales pour développer le système vélo à l'échelle de la ville et de la métropole.

### Pistes cyclables

#### Un premier réseau rapidement disparu

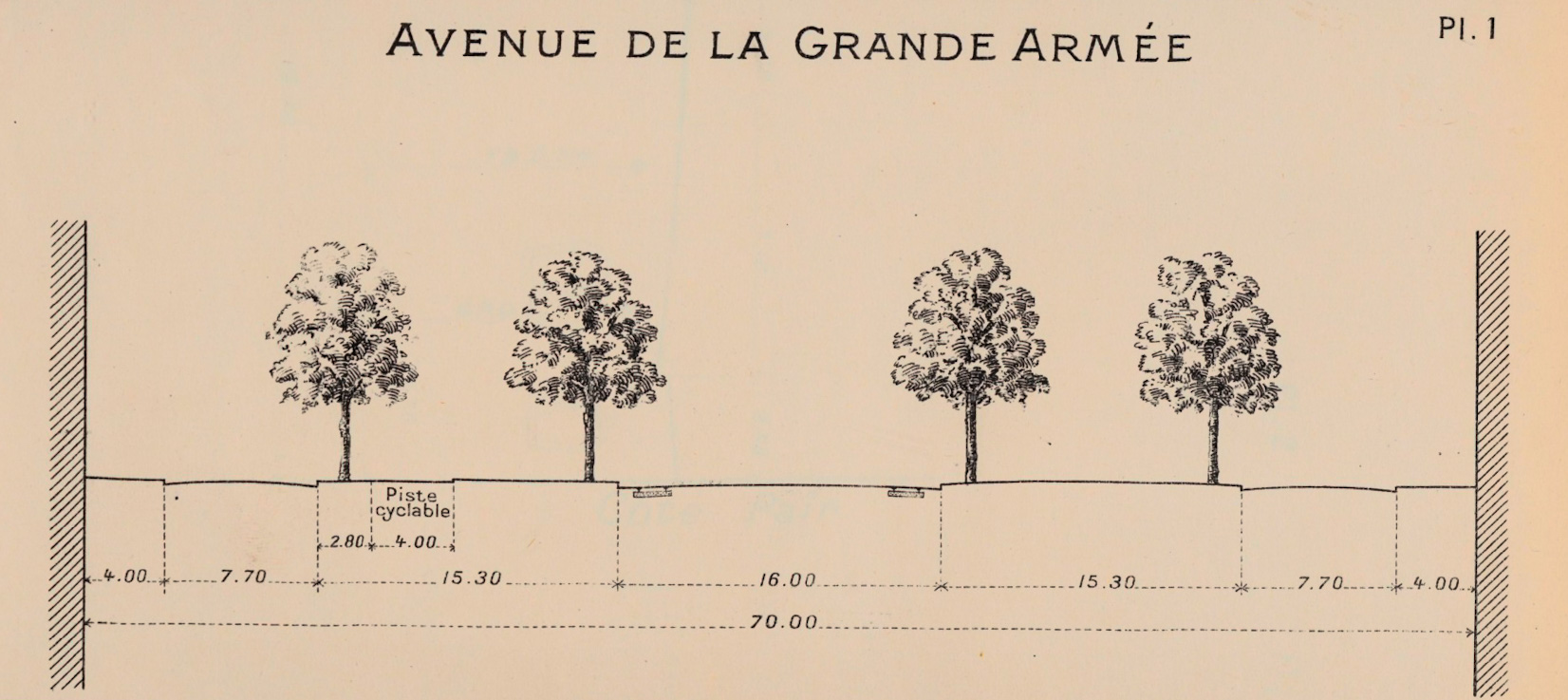
Profil de l'avenue de la Grande-Armée avec piste cyclable à gauche (approximativement de 1897 à 1937).

En 1897 est créée sur l'avenue de la Grande-Armée la première piste cyclable parisienne (alors appelée trottoir cyclable), de quatre mètres de large,. Ces pistes, souvent financées par des souscriptions de clubs cyclotouristes, étaient destinées à offrir une surface de roulement de meilleure qualité que les pavés des chaussées. En 1912, la politique du Touring club de France visant à ouvrir des pistes cyclables en région parisienne aboutit à la constitution d'un premier réseau de 250 km.
Rapidement cependant, ces pistes tombent en désuétude, faute d'entretien, et en raison du développement du revêtement en macadam des principales chaussées. Elles sont finalement souvent supprimées au gré des extensions du tramway en banlieue parisienne et de la promulgation d'arrêtés municipaux contrariant l'usage de la bicyclette,.

#### Piste Vercingétorix et échec des couloirs de courtoisie (1979-1982)
À la suite de l'abandon du projet de radiale autoroutière Vercingétorix en 1977, l'emplacement prévu est réaffecté à la LGV Atlantique et la première piste cyclable du réseau actuel, longue d'un kilomètre, est ouverte en 1979 rue Vercingétorix. Cet aménagement, prolongé en dehors de Paris par la Coulée verte du Sud-Parisien, est resté longtemps isolé.
En 1982, un accident subi par Jacques Essel, alors leader charismatique de l'association MDB promouvant l'usage du vélo, est médiatisé. La ville, alors dirigée par Jacques Chirac, aménage des couloirs de courtoisie, reprenant les propositions de couloirs cyclables formulées par Jacques Essel, suggérant un itinéraire cyclable marqué au sol. Dans les voies où existent des couloirs de bus, ces couloirs cyclables verts sont tracés à gauche du couloir de bus. Les nouveaux aménagements sont surnommés couloirs de la mort, l'initiative est considérée comme un échec et reste sans suite.

#### Une politique d'accroissement quantitatif (1995-2015)

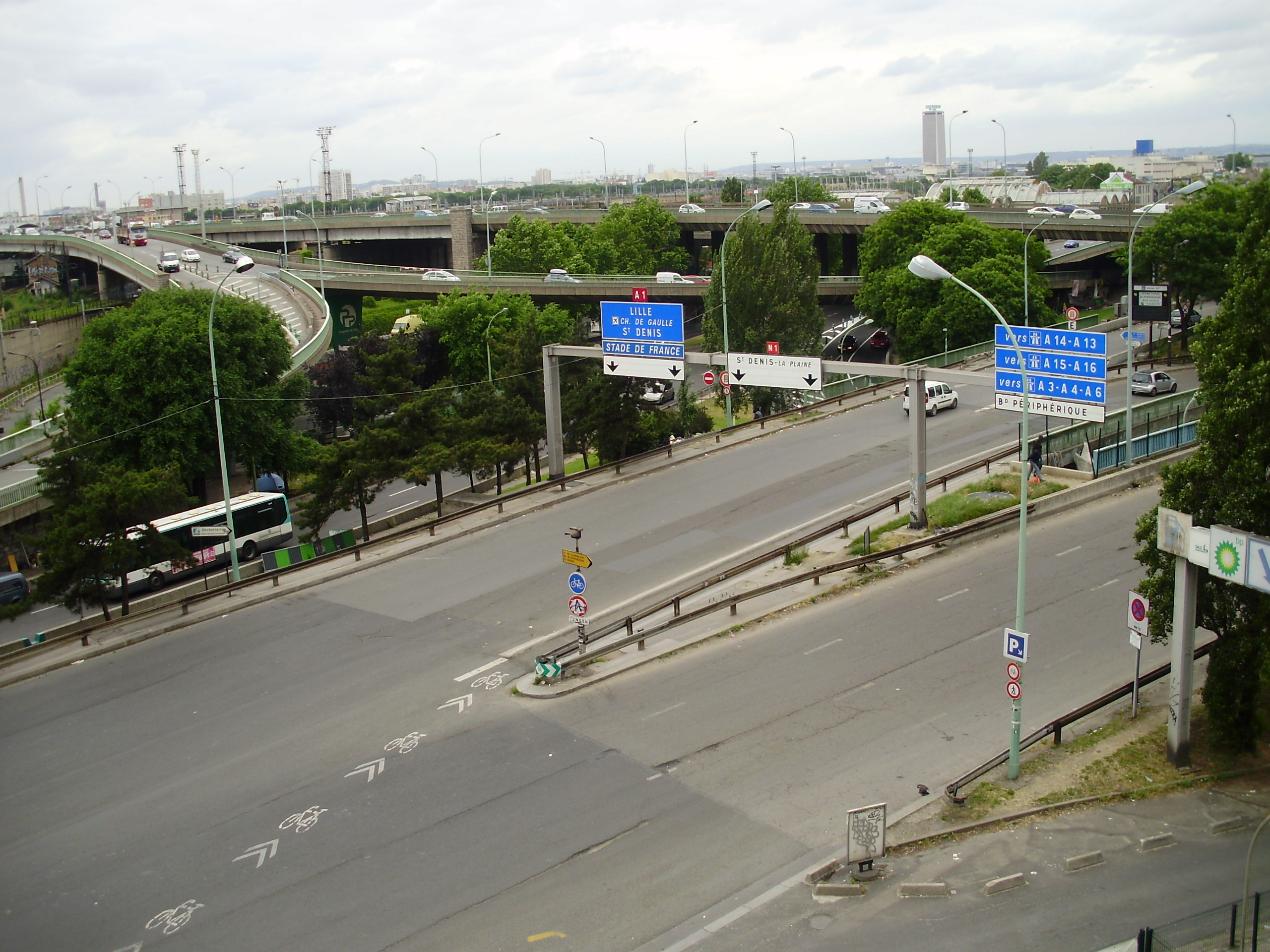
Aménagement cyclable à la porte de la Chapelle, datant des années 1995-2000.

Les grèves de 1995, qui ont paralysé les réseaux de transports en commun, ont entraîné un regain d’intérêt pour le vélo à Paris, avec une part modale passant de moins de 0,9 % à 3 % en 1996, incitant la mairie, dirigée par Jean Tiberi depuis mars 1995, à élaborer un plan vélo dévoilé en janvier 1996. Ce plan qui s'articulait déjà sur une grande croisée rencontre l'opposition des commerçants et élus locaux notamment sur l’avenue des Champs-Élysées. Cependant la ville passe de 4,3 km de linéaire cyclable en 1995 (auxquels il convient d'ajouter 9 km dans le bois de Vincennes, et 14 dans celui de Boulogne), à 257 km en 2001, incluant l'ouverture de 69 km de couloirs de bus aux bicyclettes (alors élargis à 4,5 m et fréquentés par un maximum de 30 bus par heure), en sus de la création d'une trentaine de zones 30.
Cette politique est poursuivie par Bertrand Delanoë qui, lors de son premier mandat, crée 200 km de pistes cyclables. Les deux premières années du mandat d'Anne Hidalgo (2014-2015) voient la réalisation de 10 km de linéaire cyclable, constituant un rythme de création en net recul avec la politique menée dans les vingt années précédentes. Au total, en 2015, le linéaire cyclable parisien s'élève à 740 km (y compris les double-sens cyclables). Le plan vélo 2020 de la mairie prévoit d'atteindre 1 400 km, mais il est douteux qu'il soit réalisé compte tenu du retard pris.
Quant au stationnement cyclable, la ville ne dispose que de 25 000 places, alors que les Parisiens possèdent 515 000 vélos,,.
| Le graphique qui aurait dû être présenté ici ne peut pas être affiché car il utilise l'ancienne extension Graph, désactivée pour des questions de sécurité. Des indications pour créer un nouveau graphique avec la nouvelle extension Chart sont disponibles ici . |
| Source : Mairie de Paris,. |

Cette politique d’accroissement des pistes cyclables a été parfois décrite comme un moyen rapide et simple d'offrir des résultats politiquement quantifiables, à tel point que cela a pu devenir un but en soi (plutôt qu'un moyen d'augmenter la part du vélo), objectif poursuivi de concert par les décideurs politiques et les groupes militants mené au détriment de la qualité des aménagements cyclables.

Aspects de la piste cyclable sur les boulevards Brune et Jourdan depuis les travaux du tramway de la ligne T3a
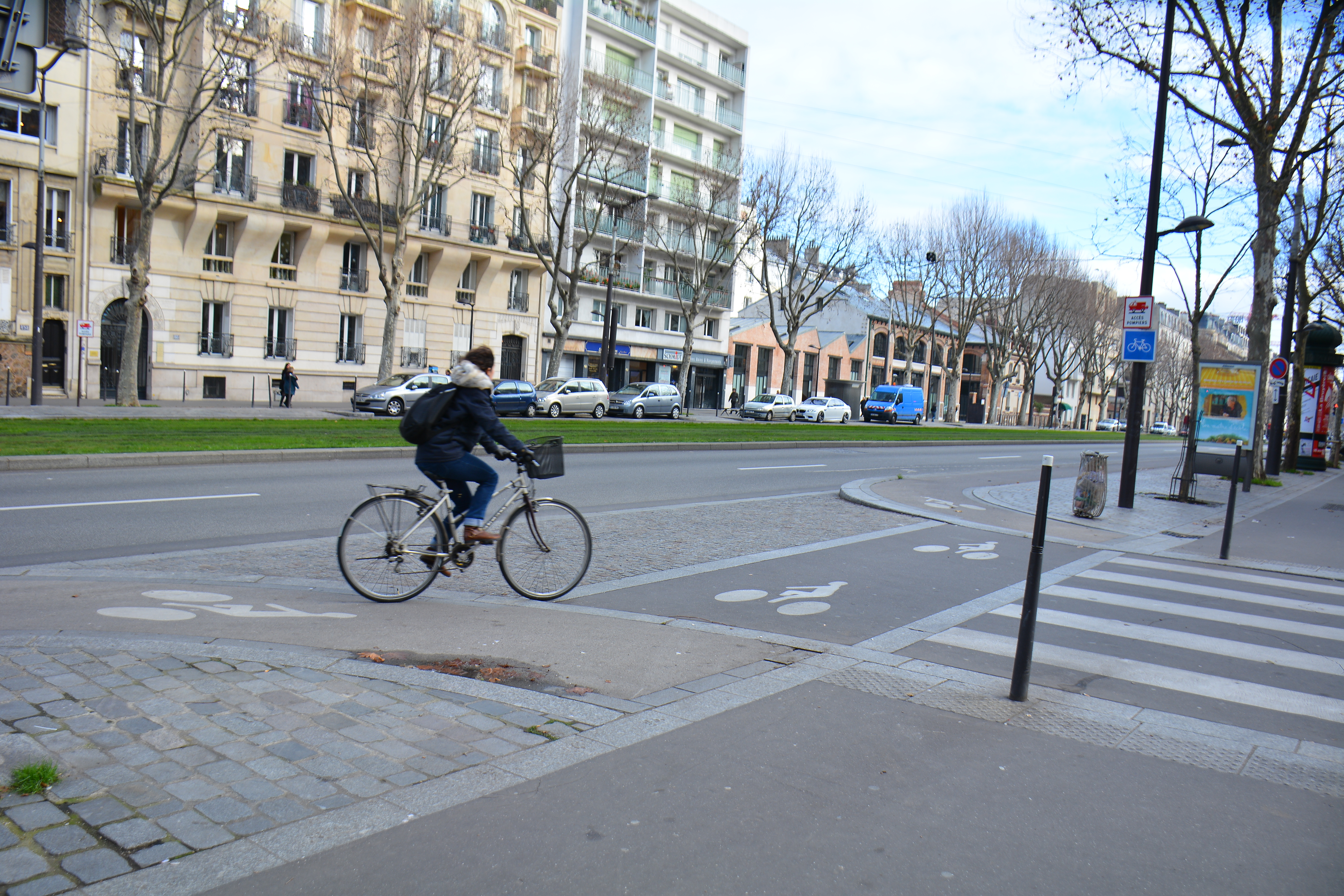
Intersection sans signal.
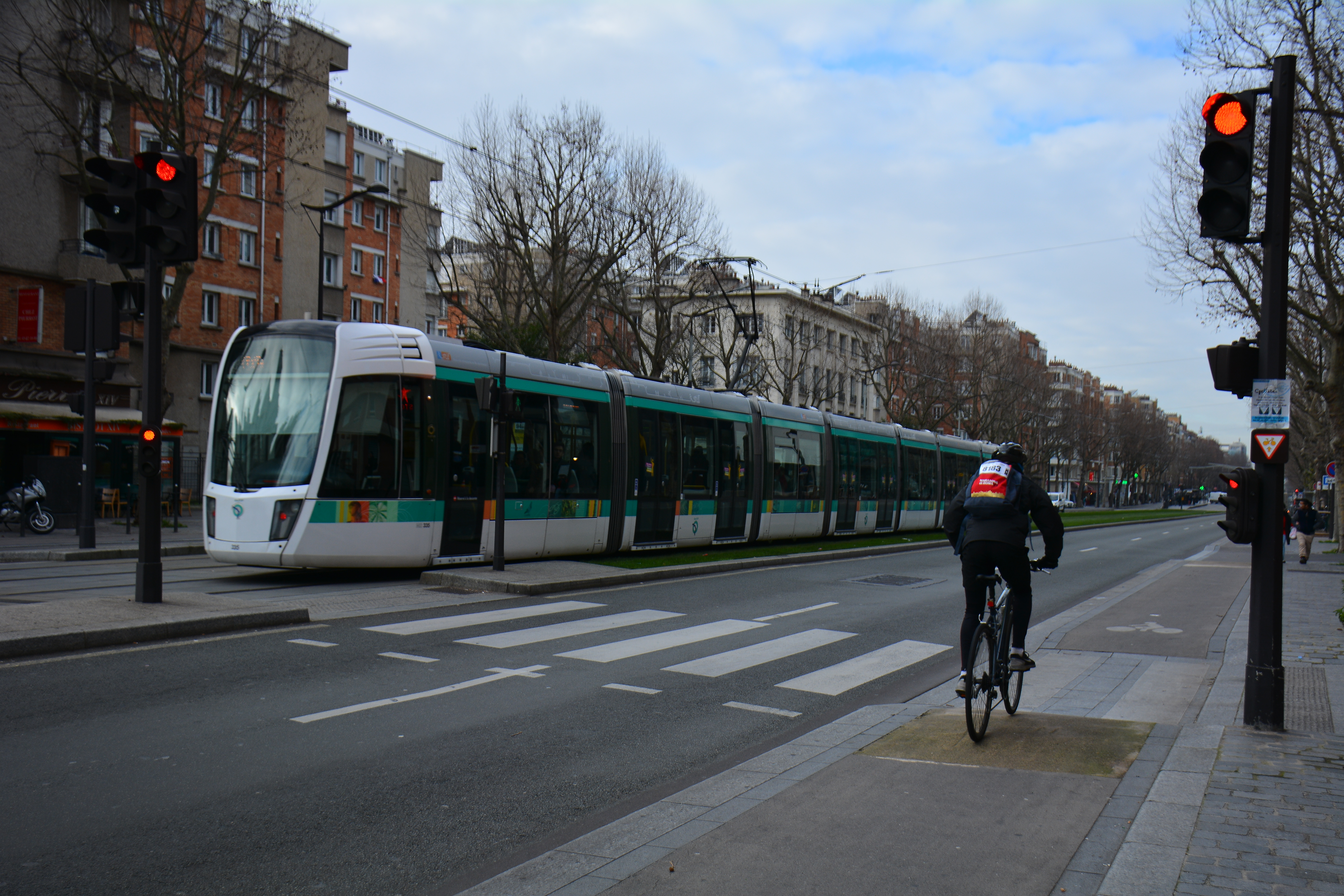
Passage piéton et feu rouge franchissable par les cyclistes.
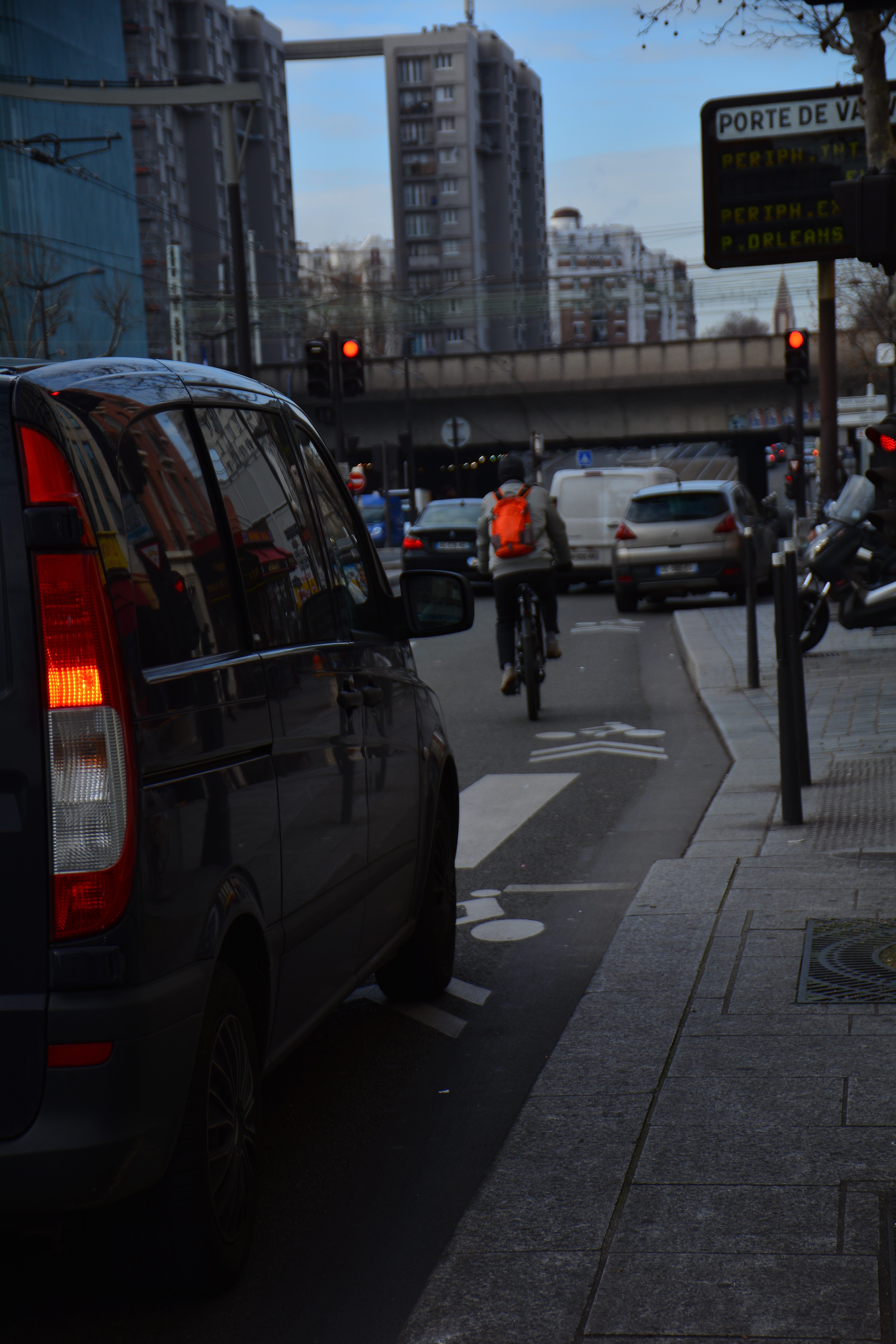
Couloir pour cyclistes.
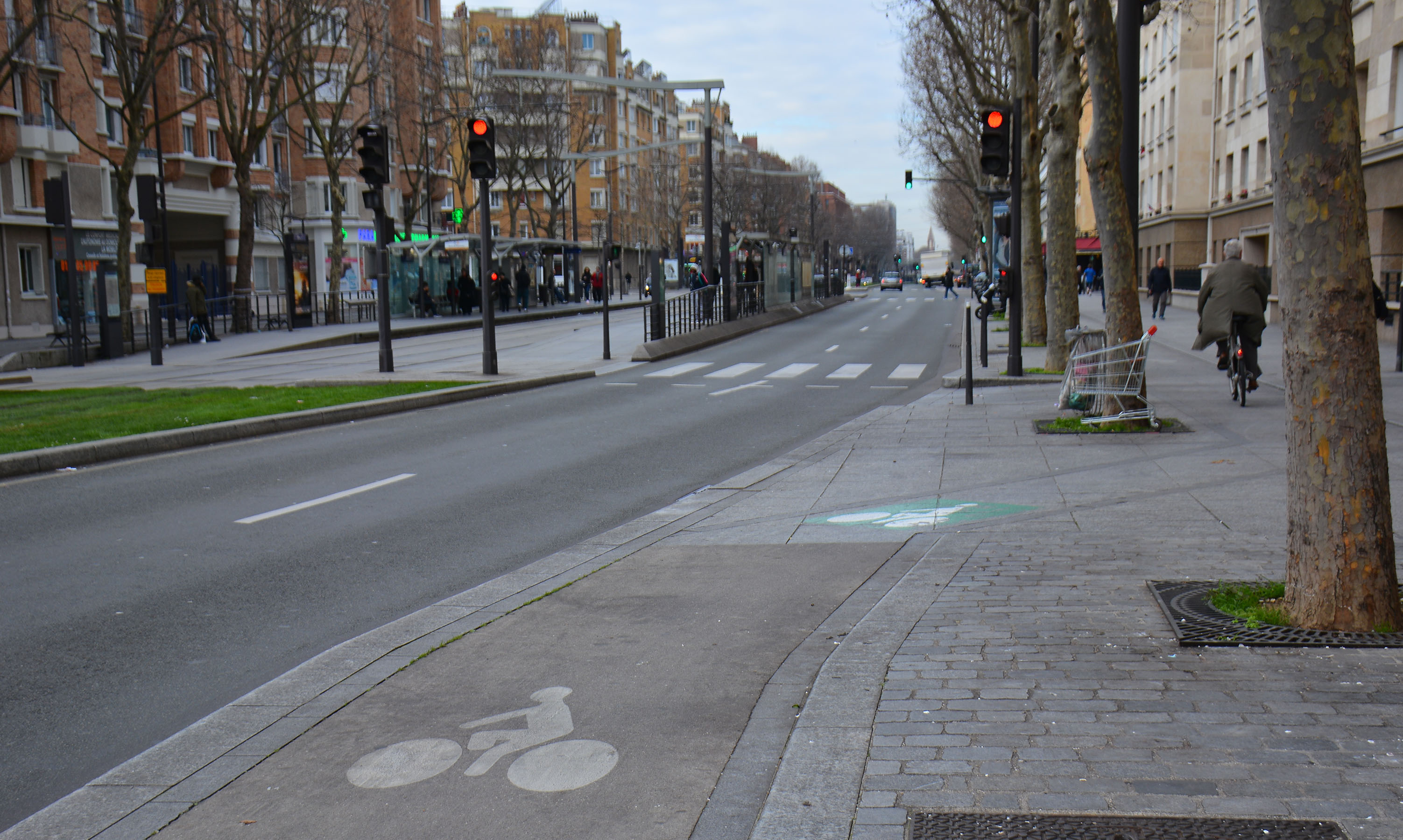
Géométrie horizontale de la piste cyclable.
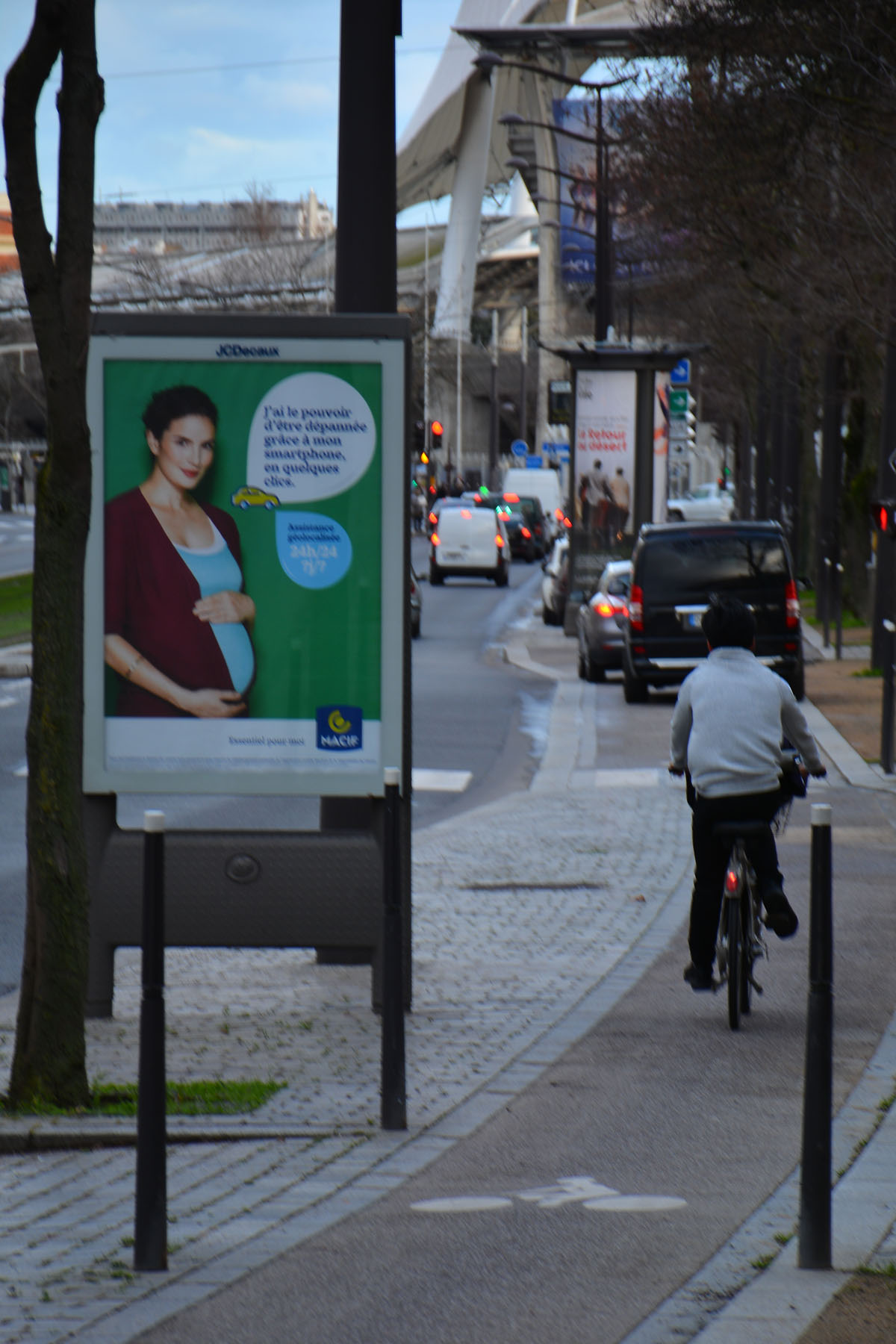
Véhicules stationnant illégalement sur la piste.

#### Vers une politique qualitative (2015-2020)

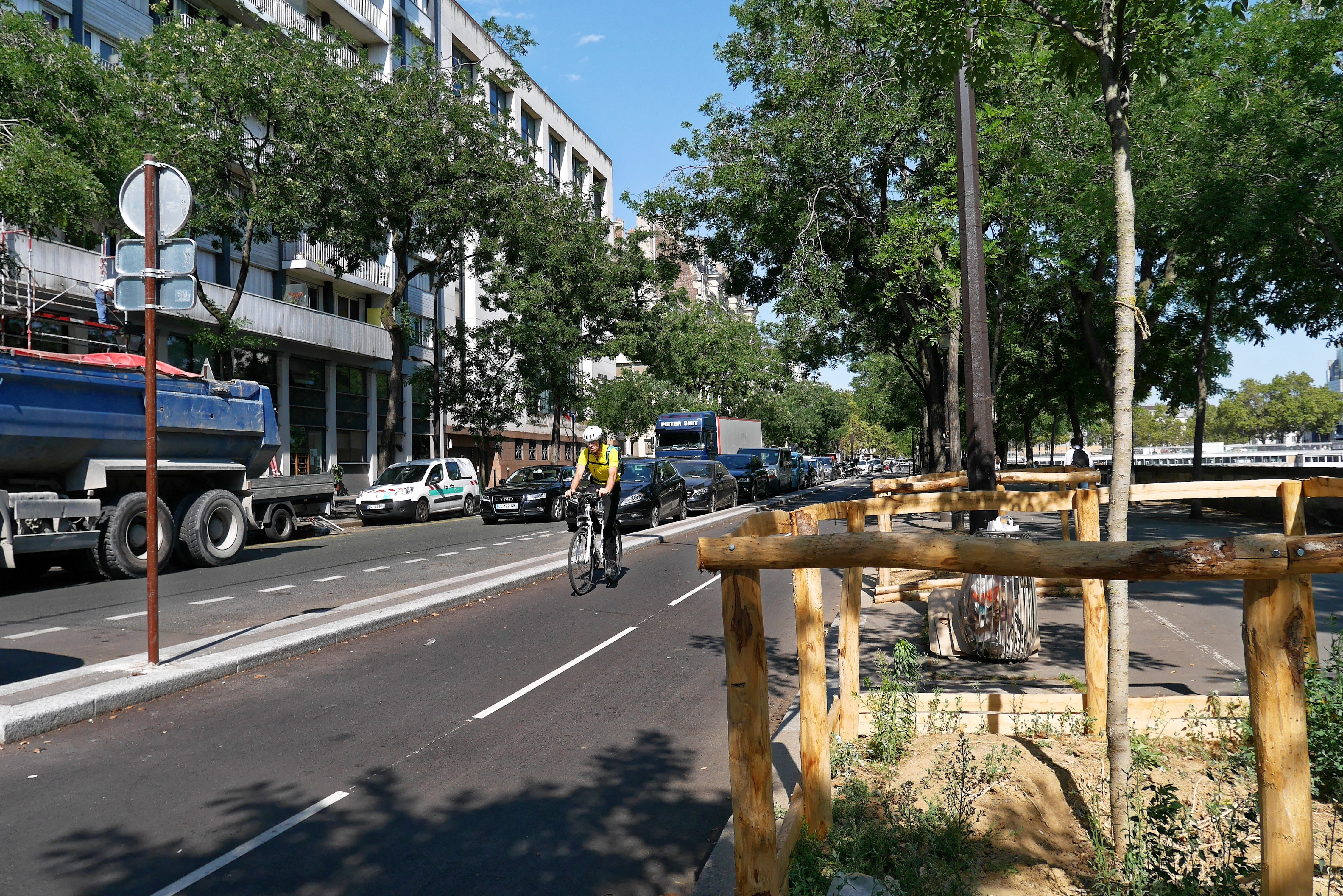
Piste cyclable à double sens de quatre mètres de large, séparée du trafic automobile et piéton, boulevard Bourdon. Il s'agit d'un tronçon du « réseau express Vélo » en cours d’aménagement en 2017.

D'une manière générale, le débat tend à évoluer vers l'aspect qualitatif des aménagements cyclables plutôt que sur l'accroissement quantitatif de ces derniers.
À Paris, le devenir de la ligne de Petite Ceinture, et l’opportunité de sa conversion en autoroute cyclable, a été l'occasion d'un débat sur la nature des aménagements cyclables à l'occasion des élections municipales de 2014.
Le réseau Vélo Île-de-France (réseau VIF, anciennement RER Vélo) et le Vélopolitain, visant à offrir une grande croisée cyclable, suivent l'exemple des cycle superhighways (en) londoniennes. Cela conduit à un réaménagement de la voirie, motivé par le but d'offrir une infrastructure cyclable pour les personnes de tous âges et de toutes capacités, alors que les précédents aménagements étaient souvent le résultat d'un partage de la voirie motivé initialement par des considérations autres, telles la construction du  tramway T3 ou les couloirs de bus élargis et protégés : 
cas de la rue de Rivoli, part du futur REV où l'emphase qualitative conduit la municipalité à créer une piste cyclable à double-sens en site propre, en sus d'un couloir de bus protégé ouvert au vélo en 2001. De même, il est prévu de refaire de nombreux autres aménagements considérés comme obsolètes, comme à la porte de la Chapelle. Dans cette optique, un Observatoire du Plan Vélo est mis en place en février 2017 par l'association Paris en selle. Il met en regard l'avancement des travaux et l'écoulement du mandat municipal.
La contrepartie de cette politique est qu'à la différence des précédents aménagements, la place du vélo est en première ligne dans les diverses controverses qui peuvent parfois être nourries par l'ignorance ou la mauvaise foi. Elle a aussi été l'occasion d'une lutte médiatique entre la mairie de Paris et la préfecture de Police à l'été 2017. Cet intense débat par voie de presse entre autorités publiques révèle le caractère inconciliable des deux positions. La première tient la diminution de la place dévolue à la voiture en ville pour inéluctable et souhaitable, avant tout pour diminuer la pollution. La seconde considère qu'il est nécessaire de ne pas toucher à l'aménagement actuel de la voirie parce qu'elle considère la voiture comme le mode de déplacement central, qu'il est donc impératif de ne pas gêner.

#### La crise de la Covid-19 et le développement accru du vélo (depuis 2020)
À l'occasion de la crise du Covid-19, la ville de Paris propose et met en place des pistes cyclables supplémentaires, et il est proposé que certaines, notamment dans la rue de Rivoli, deviennent permanentes, selon le premier adjoint de la ville Emmanuel Grégoire.
Lors du déconfinement, le trafic vélo augmente très fortement : en mai 2020, il augmente de 51 % alors même que le déconfinement n'est intervenu qu'à partir du 11 mai, et en juin, le nombre moyen de passages à vélo augmente de 119 % par rapport à l'année précédente. Le succès de la politique de développement du vélo fait l'objet de campagnes de communication politiques.
Fin juin 2020, certains boulevards parisiens étaient plus empruntés par les vélos que par les voitures, notamment aux heures de pointe. Aux moments les plus forts de la journée, le rythme des passages dans les deux sens dépassait les 20 vélos par minute sur le boulevard Voltaire et approchait les 30 vélos par minute sur le boulevard de Sébastopol. Mi-juin 2020, dans la rue de Rivoli, plus de 14 000 vélos étaient comptabilisés chaque jour, contre environ 2 000 à l'automne 2019.
En 2024, une vaste enquête de L'Institut Paris Région révèle que le vélo est plus utilisé que la voiture non seulement pour les déplacements intra-muros (11,2 % de déplacements à vélo contre 4,3 % en voiture), mais également pour les déplacements entre Paris et la petite couronne (14 % contre 11,8 % en voiture),.
Afin de desservir les sites olympiques en 2024, il est prévu de créer 30 km de pistes supplémentaires pérennes à Paris, en complément de places de stationnement et d'un renforcement de la flotte de Vélib'.

### Vélos en libre-service

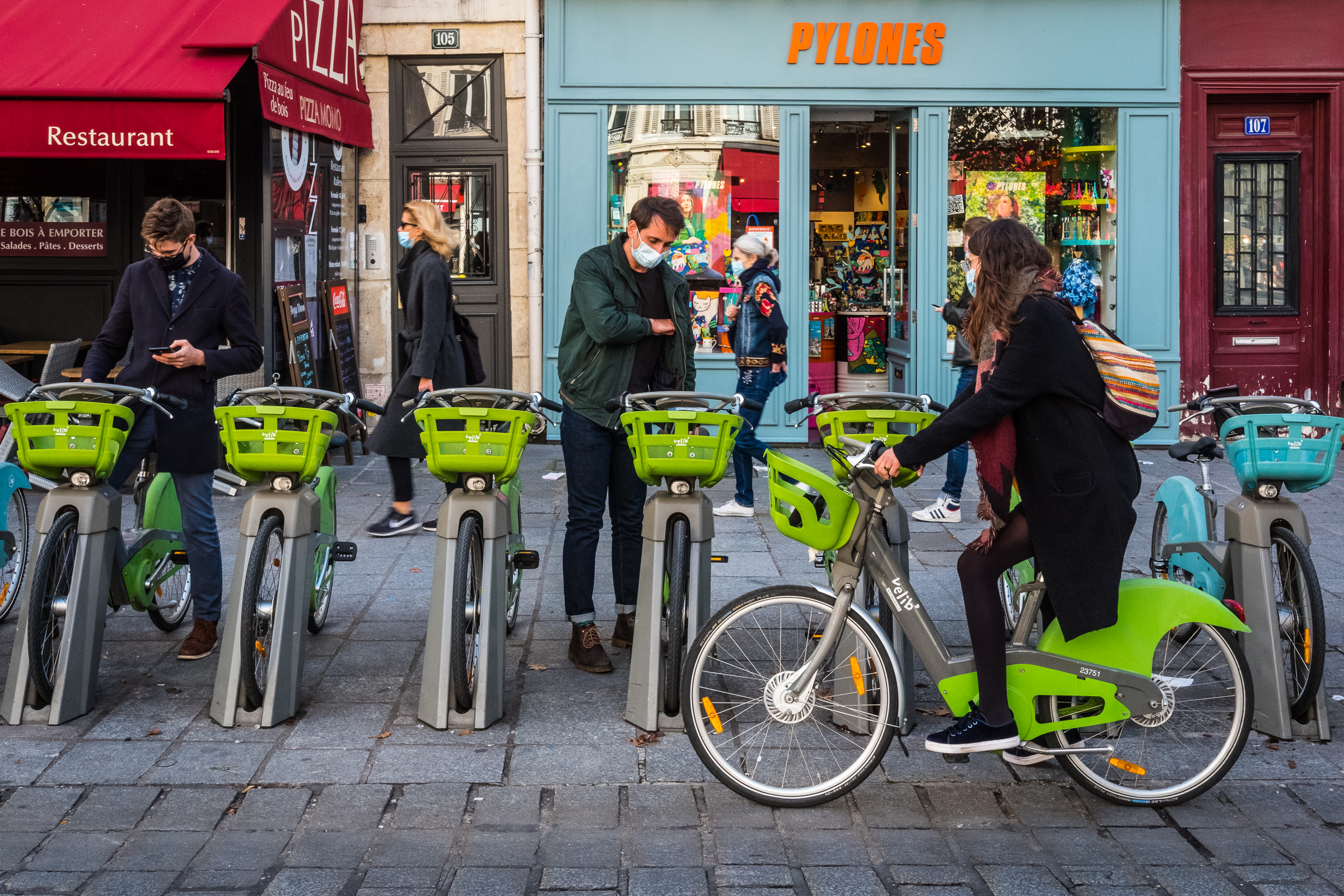
Une station Vélib' rue Saint-Antoine en 2020.

En 2007, la ville de Paris inaugure un système de 7 000 vélos en libre-service, les Vélib', au nombre de 25 000 en 2017, disponibles aussi dans certaines communes de banlieue. Ils représentent à Paris 40 % de la circulation cycliste. Si des initiatives de vélos en libre-service avaient vu le jour dès les années 1960-1970, notamment à Amsterdam et à La Rochelle, leur développement était néanmoins resté confidentiel jusqu’à l'initiative parisienne, qui leur a fourni une visibilité mondiale. Paris a repris et popularisé un système lancé dès 2005 à Lyon.
Le 31 décembre 2017, la délégation confiée à Decaux prend fin et Smovengo lui succès pour opérer le service Vélib' Métropole.
Au tournant des années 2020, apparaissent des vélos sans station. La plupart des opérations ne durent guère et une consolidation se produit en 2024 pour ne compter plus que deux opérateurs, Lime  et l'association entre Dott et Tier. Durant l'été 2024, la Ville de Paris lance une consultation devant accorder un maximum de trois licences pour une durée de quatre ans.

### Zones 30 et double sens cyclables

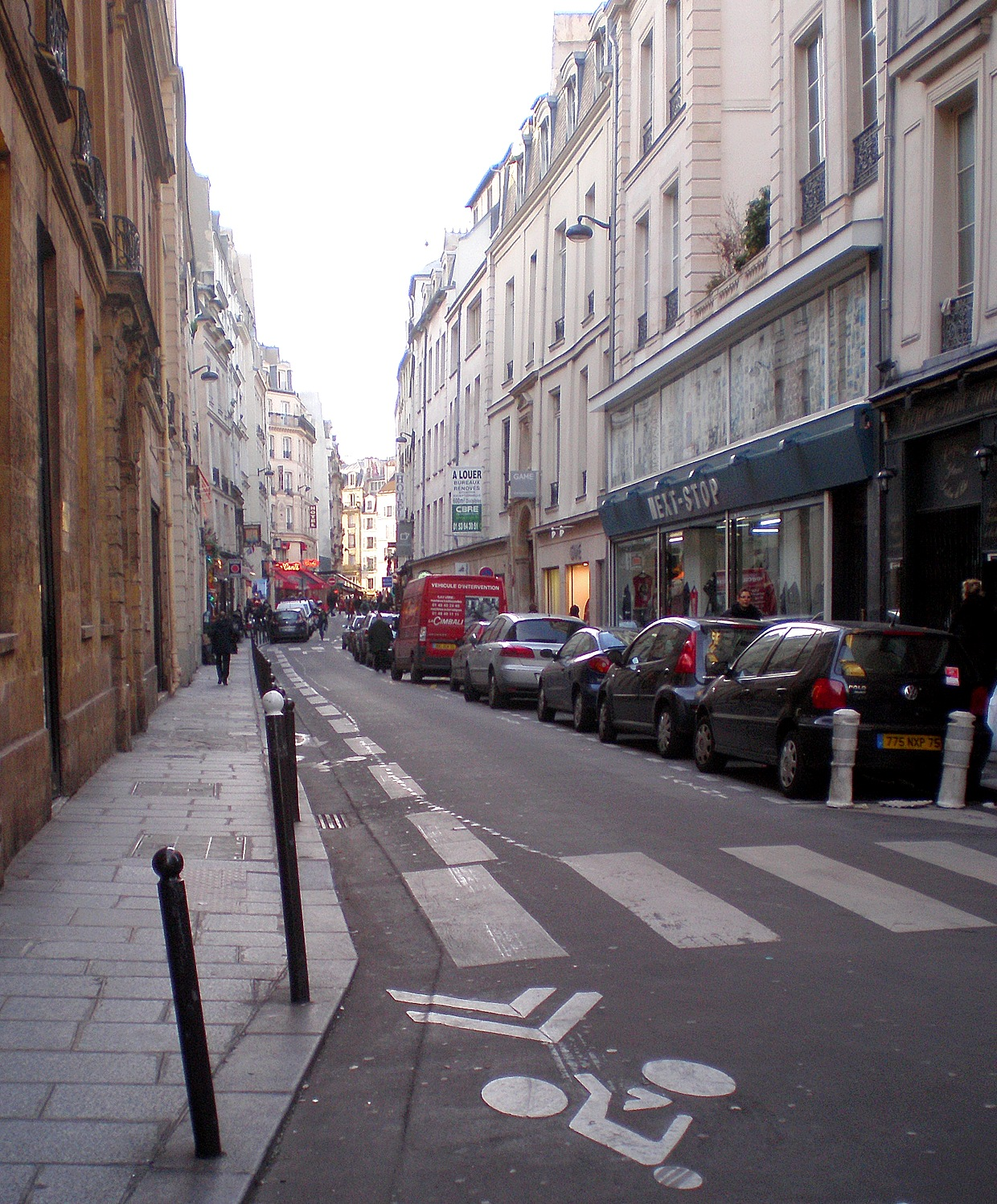
Un des premiers double-sens cyclables en zone 30 introduit rue Saint-André-des-Arts en 2005 (ici en 2010).

Le 9 octobre 1989, la ville de Paris, alors dirigée par Jacques Chirac introduit une gestion hiérarchisée de la voirie en distinguant 300 km de voies dites « axes rouges », où la priorité est donnée à la circulation automobile et où les places de stationnement sont de ce fait supprimées. En corollaire, une politique de « quartiers tranquilles », où la circulation de transit est découragée, est ensuite introduite. Les premiers apparaissent vers 1994, dans les secteurs du Marais dans les 3e et 4e arrondissements, de la rue Mouffetard dans le 5e, de la Butte-aux-Cailles et de la rue Nationale dans le 13e. Cette politique prend de l'ampleur sous le mandat de Jean Tibéri (1995-2001), avec 31 autres quartiers tranquilles, et se poursuit sous Bertrand Delanoë sous la dénomination « quartiers verts ». En 2015, environ un tiers des 1 700 km de voirie parisienne était en zone 30.
En 1996, un premier double-sens cyclable est créé rue du Terrage et rue Robert-Blache (10e), puis en 2005, six double-sens cyclables en zone 30 sont expérimentés avec succès. Le linéaire de double-sens cyclables augmente de 5 à 25 km entre 2005 et 2009 avant que cette disposition ne soit appliquée à la majeure partie des zones 30 existantes en application du décret du 30 juillet 2008, aboutissant à  215 km de linéaire de double-sens cyclables en 2010.

Les infrastructures vélos à Paris
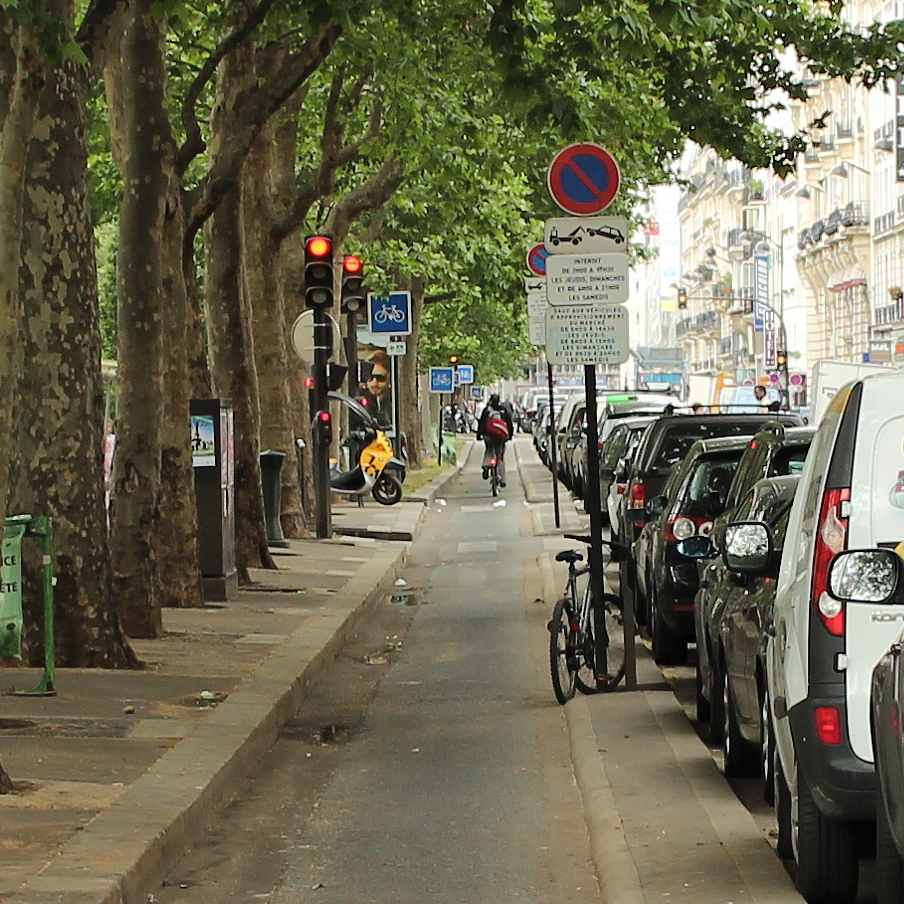
Une piste datant des années Tibéri, boulevard Richard-Lenoir.
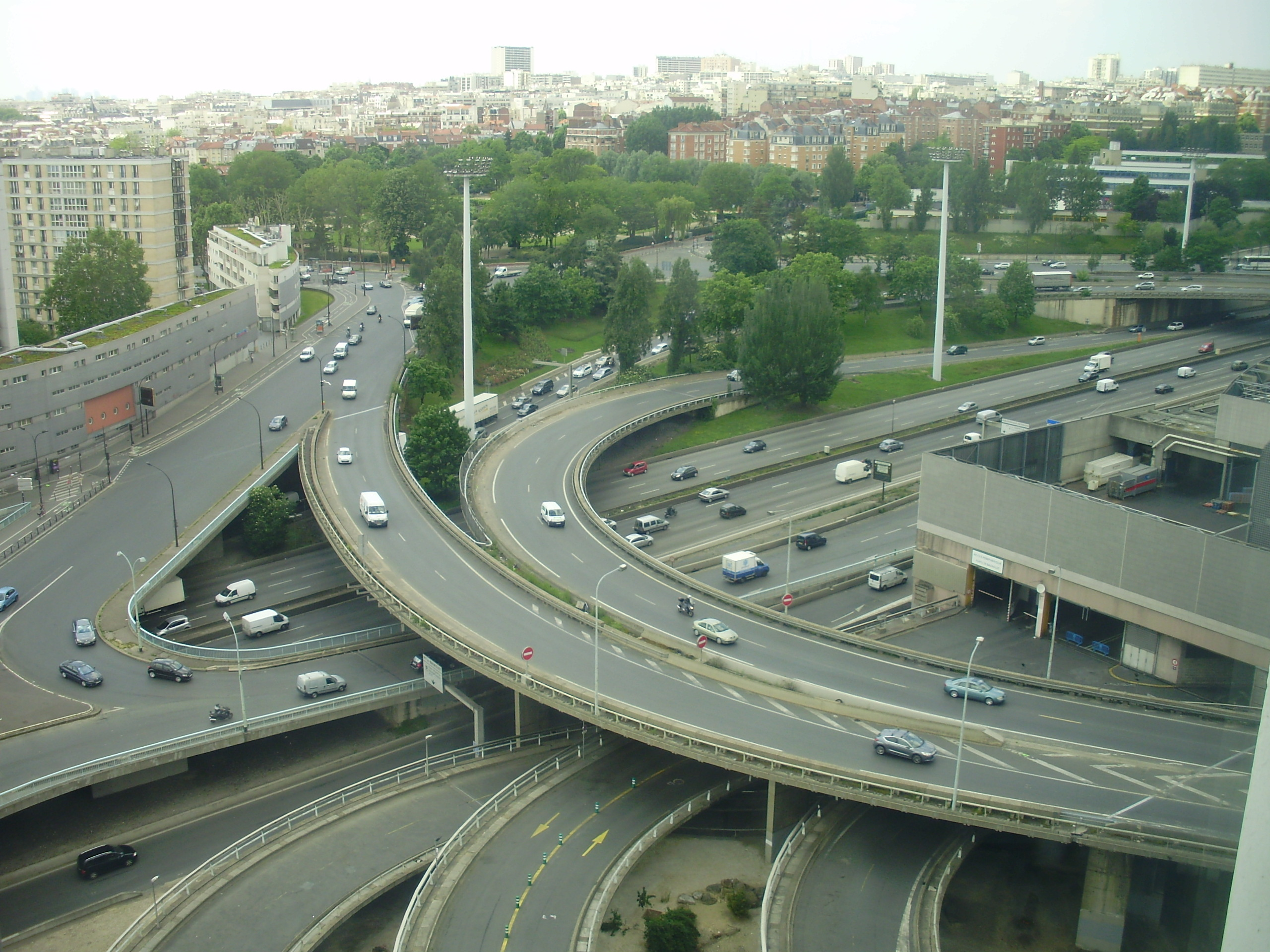
Des aménagements cyclables encore insuffisants aux portes de Paris : l'exemple de la porte de Bagnolet.
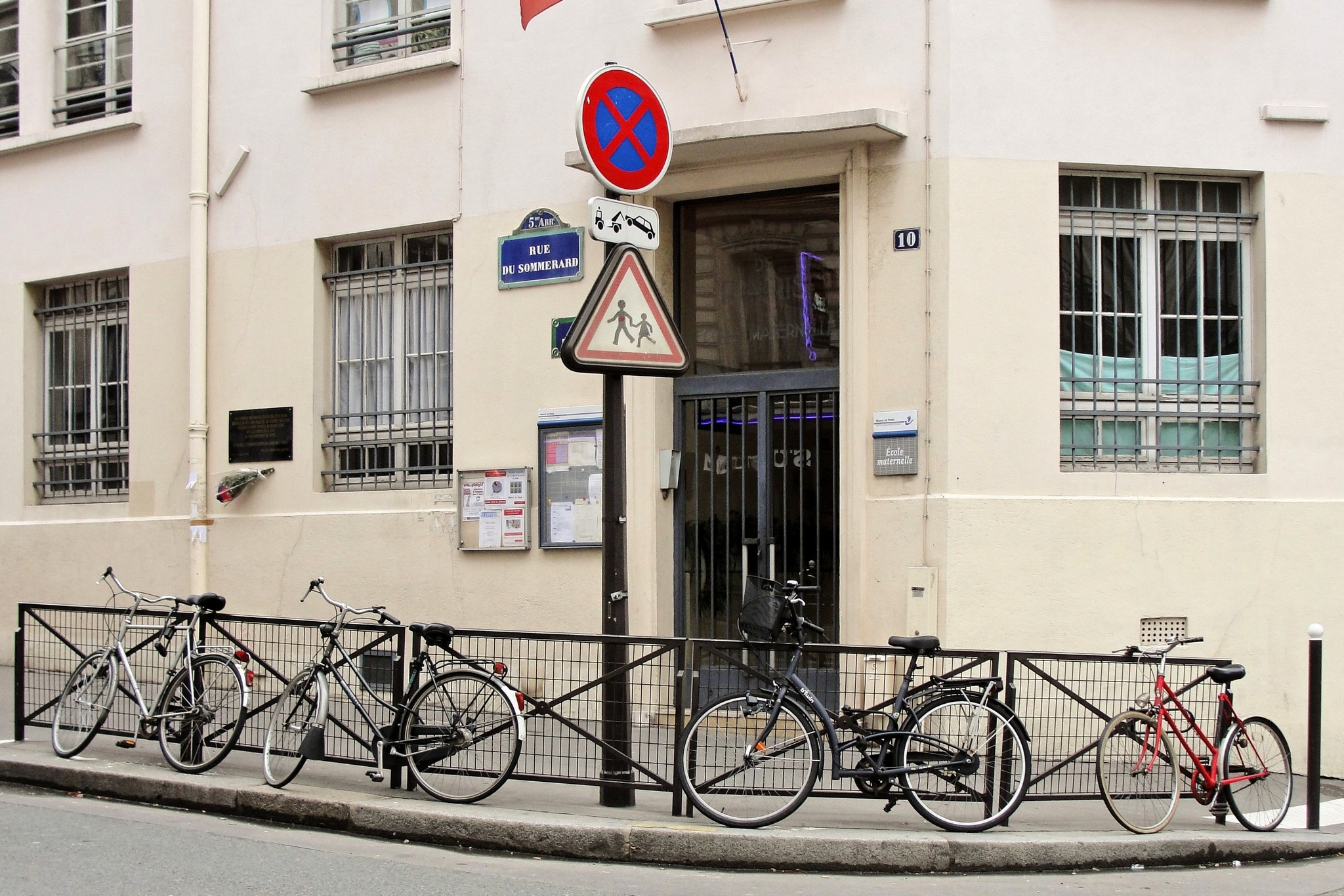
Vélos stationnés de façon illicite faute d'arceaux, rue Du Sommerard.

## Militantisme cycliste

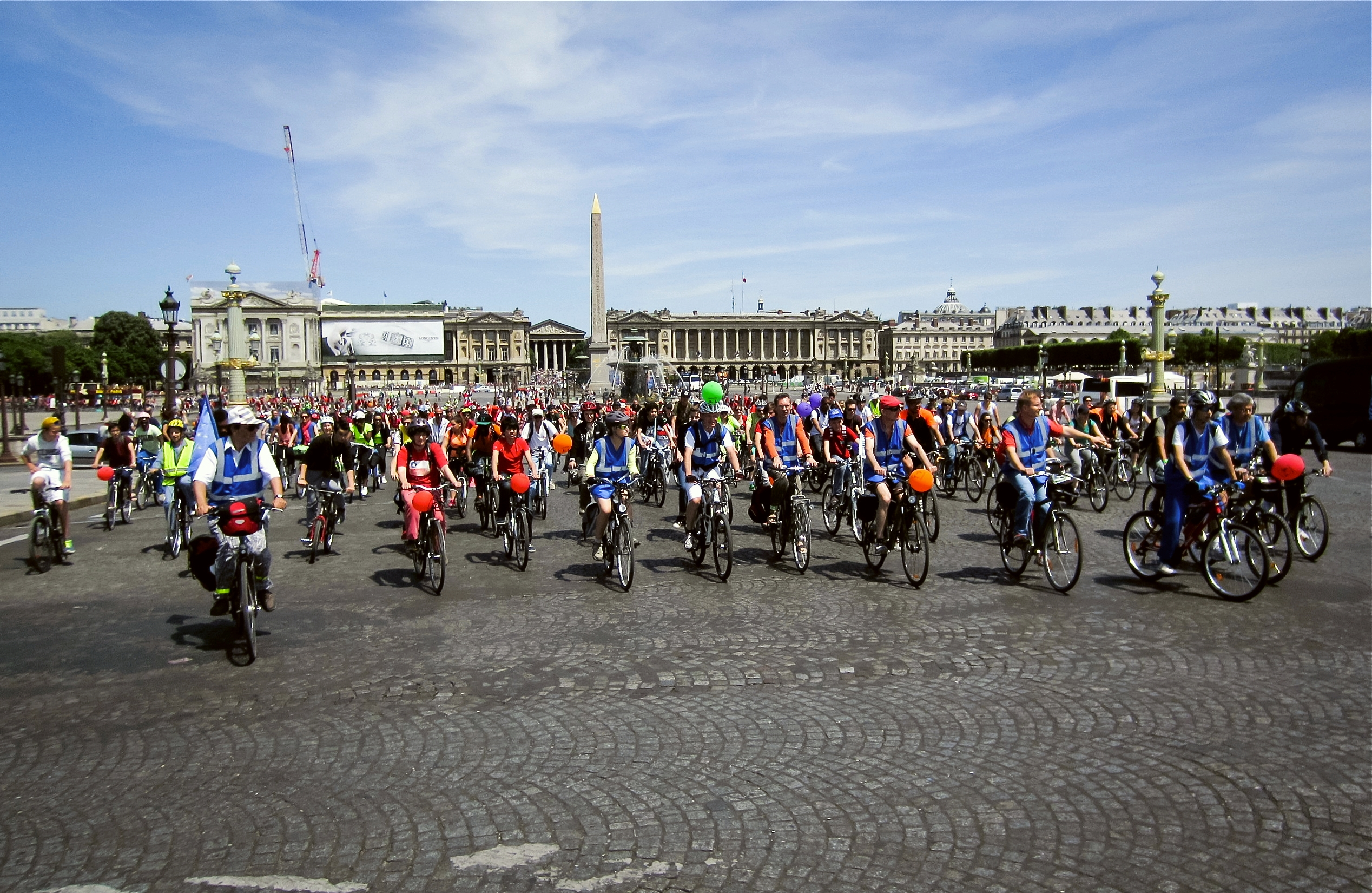
La Convergence de 2015, place de la Concorde.

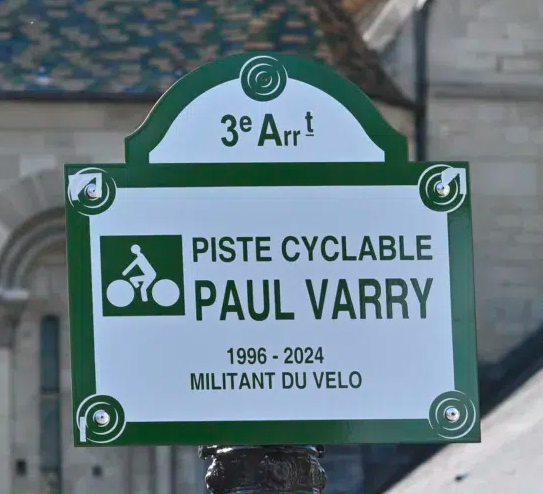
Panneau de la piste cyclable Paul-Varry près du Square du Général-Morin à Paris 3ᵉ arr.

En 1972 a lieu à Paris à la fois la première manifestation à vélo (qui rassemble 25 000 cyclistes) et la création par Jacques Essel du premier mouvement de défense des cyclistes, le Mouvement pour les couloirs à bicyclette, devenu en 1974 le MDB (Mouvement de défense de la bicyclette puis Mieux se déplacer à bicyclette), qui milite pour la création d'infrastructures cyclables, et organise à partir de 2007 une grande manifestation annuelle, la Convergence. En 2003 est créé le collectif Vélorution, organisateur de masses critiques mensuelles.
L'association Paris en selle, affiliée comme MDB à la Fédération française des usagers de la bicyclette (FUB), est créée en 2015 dans le cadre du budget participatif de la ville.
Dans les années 2010, des ateliers associatifs s'implantent à Paris, généralement avec le soutien de la mairie.
Dans un contexte de déploiement de nouvelles infrastructures cyclables et d'un fort développement de la pratique, le meurtre du cycliste Paul Varry par un automobiliste le 15 octobre 2024 boulevard Malesherbes à Paris suscite une forte émotion et un débat sur la violence routière envers les cyclistes,,. Son nom est donné à la piste cyclable bidirectionnelle implantée rue Réaumur, place de la Bourse et rue du 4 septembre, entre la rue du Temple et la place de l'Opéra, à la conception de laquelle Paul Varry avait participé. Il s'agit de la première piste cyclable dénommée à Paris,,.